# Sextant (альбом)
Sextant — одиннадцатый студийный альбом американского джаз-фанк-клавишника и пианиста Херби Хэнкока, выпущенный 30 марта 1973 года на лейбле Columbia Records.

## История создания
Секстет Mwandishi — Херби Хэнкок (электрическое пианино Fender Rhodes), Эдди Хендерсон (труба и флюгельгорн), Бенни Мопин (бас-кларнет, альтовая флейта), Джулиан Пристер (тромбон), Бастер Уильямс (бас) и Билли Харт (ударные) — оставался неизменным в течение трёх с половиной лет, за это время они записали два альбома под именем Хэнкока на лейбле Warner Bros. Records: Mwandishi (1971) и Crossings (1972).
Херби перешел на Columbia Records в начале 1973 года и записал Sextant, который оказался его последним альбомом с группой Mwandishi (хотя группа продолжала выступать «ad hoc» вплоть до 1974 года). Эта запись (и последующий тур) стали важным поворотным моментом в карьере Хэнкока.
На Sextant, последнем релизе этого секстета, Хэнкок еще больше раздвинул границы в будущее, став одним из первых джазовых клавишников, использовавших новейшие на тот момент синтезаторы, такие как ARP и Moog, наряду с множеством других клавишных, включая Fender Rhodes, Clavinet и меллотрон. «Я думаю о Mwandishi как о группе R&D — исследования и разработки», — написал Хэнкок в своей автобиографии 2015 года Possibilities. «Все дело было в открытии, раскрытии, исследовании неизвестного, поиске невидимого, слушании неслыханного».

## Об альбоме
Sextant, по мнению некоторых критиков, лучший пример этой экспериментальной стороны Херби Хэнкока — всего три трека, каждый из которых длиннее и необычнее своего предшественника. Альбом относится к такому сплаву жанров и различных направлений, в котором слушатели встретят постмодальный, свободный импрессионистский звуковой ландшафт, расширяющий границы традиционного и авангардного джаза, фанка и этнических мотивов.
Во время работы над альбомом Sextant Хэнкок продолжил сотрудничество с продюсером Дэвидом Рубинсоном, чтобы использовать студийный пост-продакшн в качестве композиционного инструмента. Sextant всё больше использовал фанковые риффы, а также повторяющиеся и развивающиеся последовательности синтезатора, записанные и воспроизведенных в виде зацикленной магнитофонной ленты.

### Rain Dance
Открывающая альбом композиция «Rain Dance» ознаменовала первое использование Херби Хэнкоком синтезаторов ARP и Moog. Сочетание этих инструментов с акустическими инструментами, включая саксофониста и флейтиста Бенни Мопина, трубача Эдди Хендерсона и Джулиана Пристера на тромбоне, придает музыке своеобразный исследовательский характер. По мнению обозревателя электронного журнала Treble, это футуристский фанк, который «на самом деле, кажется, предсказывает странные всплески и звуки IDM». Онлайн-издание All About Jazz считает, что «Rain Dance» — это странный фрагмент устаревшего материала, который звучит почти как сопровождающий саундтрек к эпизоду сериала «За гранью возможного».

### Hidden Shadows
Настоящее фанковое направление раскрывается в «Hidden Shadows», демонстрируя прерывистые басовые линии и доминирующую перкуссию; всё это сопровождается дополнительными партиями синтезатора, сыгранными Патриком Глисоном и Баком Кларком, ударяющим по конгам и бонго. В «Hidden Shadows» Херби Хэнкок играет на меллотроне — инструменте,  сочетающем технологию сэмплера и фортепиано. Нажатие клавиши заставляет меллотрон считывать фрагмент магнитной аудиоленты и воспроизводить предустановленный сэмпл.

### Hornets
Это 19-минутное произведение, занимающее всю вторую сторону оригинального LP, соединило электрические, психоделические, космические и джаз-фанковые звуки, давая представление о музыке, которая должна была появиться на следующем релизе Head Hunters. Дэймон Локс в своём обзоре для The New York Times пишет, что «Hornets» — предвестник African Head Charge эпохи 80-х и Wu-Tang Clan эпохи 90-х. «„Hornets“ всегда была вечной классикой, которая, как и жизнь, может быть движущей, сбивающей с толку, пугающей и заводной. И как раз в тот момент, когда вы думаете, что знаете, что происходит, в игру вступают казу».

## Обложка
Обложку альбома нарисовал художник Роберт Спрингетт в стиле, который журнал JazzTimes охарактеризовал как «афро-футуризм». На передней обложке африканский мальчик и девочка в национальных костюмах танцуют под гигантской луной на фоне тёмного неба, которое усеяно разорванным ожерельем из сверкающих бусин, парящих в небе над египетской пирамидой. На задней обложке изображен африканский мужчина с посохом в руке, который указывает на цепь из жемчуга и цветов лотоса, в то время как голова статуи Будды возвышается на фоне палящего солнца и клубящихся облаков.

## Релиз и критика
Альбом был выпущен 30 марта 1973 года на лейбле Columbia Records. При выходе он не пользовался коммерческим успехом,  поднявшись в чарте Billboard Jazz Albums до 3-го места, а в чарте Billboard Pop Albums только до 176-го, и вызвал неоднозначную реакцию современников. Однако теперь он признан новаторским альбомом в использовании атмосферы и электроники, а также в комбинированном использовании афро-фанковых ритмов и джазовой импровизации. Журнал Paste Magazine назвал пластинку «бескомпромиссным шедевром авангардного фанка».
Обозреватель журнала Prog в своей рецензии к переизданию альбомов Хэнкока пишет: «Выйдя из конца своего пребывания в конце 60-х годов с великолепным вторым великим квинтетом Майлза Дэвиса, группа Хэнкока Mwandishi исследовала африканские корни, пульсирующие ярким джазом, шипящей электроникой и психоделическими меллотронными заливками. Их последний альбом Sextant (1973), с которого начинается этот сет, опередил своё время, и даже сорок лет спустя звучит намного интереснее, чем многие из более поздних релизов Хэнкока».
Крупнейшая музыкальная база Discogs включила Sextant в свой рейтинг «20 важнейших джаз-фьюжн записей». Как и многие авангардные фьюжн-релизы той эпохи, Sextant, по мнению музыкального критика Брендона Осли, был слишком прогрессивным для фанатской базы Хэнкока и поклонников джаза в то время. Учитывая сегодняшнее восприятие звуковых и музыкальных возможностей фьюжн, это неоспоримый краеугольный камень не только чёрной музыки и электронной музыки, но и музыки в целом.
Журнал Jazz Magazine в своей ретроспективной рецензии пишет: «В альбоме Sextant Херби Хэнкок изобретает потрясающую, экспериментальную и во многом импровизированную новую музыку, достигая беспрецедентного слияния афро-фанка, джаза и электронной музыки для космического путешествия, где пространство и время играют в прятки в растянутом электрическом трансе, который продолжает нас очаровывать».
Музыкальный критик Пьеро Скаруффи положительно оценил эту работу Хэнкока, отметив органичное сочетание различных джазовых направлений в альбоме: «Смесь модального джаза, фри-джаза и фьюжн-джаза Хэнкока была гораздо более универсальной, чем любой из трех стилей сам по себе, что доказывал каждый из трех треков Sextant (февраль 1973): двадцатиминутный „Hornets“ был еще одним плотным, динамичным повествовательным монстром, в то время как „Hidden Shadows“ демонстрировал элементы фанка, а „Rain Dance“ наслаждался чистой атмосферой».

## Список композиций
Слова и музыка всех песен — Херби Хэнкок.
| №                   | Название            | Длительность |
| ------------------- | ------------------- | ------------ |
| 1.                  | «Rain Dance»        | 9:16         |
| 2.                  | «Hidden Shadows»    | 10:11        |
| Общая длительность: | Общая длительность: | 19:27        |

| №                   | Название            | Длительность |
| ------------------- | ------------------- | ------------ |
| 1.                  | «Hornets»           | 19:35        |
| Общая длительность: | Общая длительность: | 19:35        |

## Участники записи

#### Музыканты
- Mwandishi (Херби Хэнкок) - фортепиано, Fender Rhodes, клавинет, меллотрон, ARP 2600, ARP Pro Soloist, синтезатор Moog
- Mwile (Бенни Мопин) - сопрано-саксофон, бас-кларнет
- Mganga (Эдди Хендерсон) - труба, флюгельгорн
- Pepo (Джулиан Пристер) - басовый тромбон, тенор-тромбон, альт-тромбон, колокольчик
- Mchezaji (Бастер Уильямс) - бас-гитара, контрабас
- Jabali (Билли Харт) - барабаны
- Патрик Глисон - ARP 2600, ARP Pro Soloist
- Бак Кларк - перкуссия

#### Производство
- Дэвид Рубинсон и Friends Inc. — продюсер
- Роберт Спрингетт — дизайн обложки